# Yitzhak Rabin
Yitzhak Rabin (hebreiska יצחק רבין), född 1 mars 1922 i Jerusalem, död 4 november 1995 i Tel Aviv, var en israelisk politiker (arbetarpartiet). Han var Israels premiärminister 1974–1977 och 1992–1995 samt mottog Nobels fredspris 1994.

## Biografi
Yitzhak Rabin, som var general, var för många israeler en krigshjälte. Han var ansvarig för Jerusalems försvar under 1948 års arabisk-israeliska krig och stred mot Egypten i Negev. Under hans tid som generalstabschef besegrades också Egypten, Syrien och Jordanien under Sexdagarskriget 1967.
Rabin återvaldes som premiärminister 1992. Han engagerade sig i fredsprocessen i Mellanöstern, även om han motsatte sig en helt självständig palestinsk stat. Han spelade en ledande roll vid undertecknandet av Oslo-fördraget, som gav palestinierna partiell kontroll över Gazaremsan och Västbanken. Vidare genomdrev han även ett fredsavtal med Jordanien.  
För sina insatser i samband med fredsfördraget i Oslo erhöll Rabin Nobels fredspris 1994, tillsammans med PLO:s Yassir Arafat och utrikesministern Shimon Peres. 
Bland israelerna var känslorna över den fredsivrande premiärministern blandade; medan många såg Rabin som en hjälte, såg vissa honom som en landsförrädare för att han avsåg ge bort land som, enligt dessa, rättmätigt tillhörde Israel. De terrorstämplade rörelserna Hamas och Islamiska jihad var också kritiska till fredprocessen mellan Israel och Palestina och utförde flera terrordåd för att skada fredsförhandlingarna. På politiska protestmöten mot Rabin, bland annat ledda av Benjamin Netanyahu, kallades Rabin ofta nazist och porträtterades iförd nazistuniform. I november 1995 blev Yitzhak Rabin skjuten i ryggen av den högerextreme israelen Yigal Amir i Tel Aviv. Det inträffade på ett torgmöte där han hade hållit ett tal om fred inför 100 000 personer. Motivet till mordet var att stoppa Osloprocessen om att palestinierna skulle få styra över land på Västbanken och Gaza i utbyte mot att de slutade sina våldhandlingar mot Israel. Svårt sårad fördes han till sjukhus där han senare avled under operation. En nationell minnesdag infördes på hans dödsdag. Hans familj har länge beskyllt Netanyahu för att ha varit för aggressiv mot Rabin i sin retorik och på så sätt påverkat att han blev mördad. Torget där han mördades kallas idag Rabin Square.